# Liste der Kulturdenkmäler in Ahlbach
Die folgende Liste enthält die in der Denkmaltopographie ausgewiesenen Kulturdenkmäler auf dem Gebiet des Ortsteils Ahlbach der  Stadt Limburg an der Lahn, Landkreis Limburg-Weilburg, Hessen.
Hinweis: Die Reihenfolge der Denkmäler in dieser Liste orientiert sich an der Anschrift, alternativ ist sie auch nach der Bezeichnung, der vom Landesamt für Denkmalpflege vergebenen Nummer oder der Bauzeit sortierbar.
Kulturdenkmäler werden fortlaufend im Denkmalverzeichnis des Landes Hessen durch das Landesamt für Denkmalpflege Hessen auf Basis des Hessischen Denkmalschutzgesetzes (HDSchG) geführt. Die Schutzwürdigkeit eines Kulturdenkmals hängt nicht von der Eintragung in das Denkmalverzeichnis des Landes Hessen oder der Veröffentlichung in der Denkmaltopographie ab.

| Bild             | Bezeichnung                                           | Lage                                                               | Beschreibung | Bauzeit              | Objekt-Nr. |
| ---------------- | ----------------------------------------------------- | ------------------------------------------------------------------ | --- | -------------------- | ---------- |
| weitere Bilder   | Gesamtanlage Ahlbach                                  | Gesamtanlage Ahlbach Lage                                          | |                      | 52846 DDB  |
| weitere Bilder   | Hofreite                                              | Hinterstraße 10 LageFlur: 1, Flurstück: 119                        | | 1825 bis 1875        | 52848 DDB  |
| Hinterstraße 12  | Dreiseitige Hofanlage                                 | Hinterstraße 12, Hinterstraße LageFlur: 1, Flurstück: 118/3, 118/4 | | 1725 bis 1775        | 52849 DDB  |
| Kirchstraße 2    | Wohnhaus                                              | Kirchstraße 2 LageFlur: 1, Flurstück: 2                            | | Ende 19. Jahrhundert | 52850 DDB  |
| weitere Bilder   | Katholische Pfarrkirche St. Bartholomäus              | Kirchstraße 21 LageFlur: 1, Flurstück: 100                         | | 1959                 | 52847 DDB  |
| weitere Bilder   | Sachgesamtheit Alte Schule und ehemalige Schulscheune | Oberortstraße 3 LageFlur: 1, Flurstück: 99                         | | 1837                 | 52852 DDB  |
| Oberortstraße 11 | Hofreitenhaus                                         | Oberortstraße 11 LageFlur: 1, Flurstück: 94                        | | 1595 bis 1605        | 52851 DDB  |
| Wegekreuz        | Wegekreuz                                             | Urselthaler Hofgut LageFlur: 5, Flurstück: 56/1                    | Aus der Mitte des 19. Jahrhunderts. Inschrift: ERRICHTET ZUR EHRE GOTTES/VON/LEONARD EGENOLF/UND DESSEN EHEFRAU/MARGARETHA GEB LEBER/GEB D. 15 AUGUST 1767 GEST D. 20 TEN NOV/1848/UND DESSEN KINDER/PETER EGENOLF/GERHARD EGENOLF/ SUSANNA EGENOLF/UND/WILHELM WEIMER/UND DESSEN BRUDERS KIND/JOHANNES WEIMER. | 1825 bis 1875        | 52854 DDB  |
| Bild gesucht BW  | Urselthaler Hof                                       | Urselthaler Weg 50 LageFlur: 5, Flurstück: 53/2                    | | 1825 bis 1875        | 52853 DDB  |